# Dysdera anatoliae
Dysdera anatoliae är en spindelart som beskrevs av Christa L. Deeleman-Reinhold 1988. Dysdera anatoliae ingår i släktet Dysdera och familjen ringögonspindlar.
Artens utbredningsområde är Turkiet. Inga underarter finns listade i Catalogue of Life.